# Wahnwegen-Formation
Die Wahnwegen-Formation ist in der Erdgeschichte eine lithostratigraphische Gesteinseinheit des Rotliegend des Saar-Nahe-Beckens. Sie folgt auf die Altenglan-Formation und wird von der Quirnbach-Formation überlagert. Nach biostratigraphischen Daten liegt in der Wahnwegen-Formation die chronostratigraphische Grenze Karbon/Perm.

## Namengebung und Begriffsgeschichte
Die Wahnwegen-Formation ist nach dem Ort Wahnwegen im Landkreis Kusel in Rheinland-Pfalz benannt. Der Name wurde bereits 1910 von Ludwig von Ammon und Otto Maria Reis als „Wahnweger Stufe“ in der Literatur verwendet. 1914 änderte Paul Kessler den Namen in „Wahnweger Schichten“ um. Karl Stapf änderte den Begriff 1990 wiederum in Angleichung an die Richtlinien für Lithostratigraphie in Wahnwegen-Formation um.

## Definition, Korrelation und Alter
Die Wahnwegen-Formation besteht im unteren Teil überwiegend aus roten Sandsteinen und Konglomeraten, ansonsten aus roten, seltener auch grauen Tonsteinen, Feinsiltsteinen und Karbonatkonkretionen. Selten sind auch graue Tonsteine und Feinsandsteine sowie lokal auch Kalksteinbänke, ein Tuff (Wetschert-Tuff) und ein Kohleflöz eingeschaltet. Die Mächtigkeit beträgt 120 bis 230 m, an der Typlokalität bei Wahnwegen 220 m. Die Untergrenze zur Altenglan-Formation bildet ein Farbwechsel in den Tonsteinen von grau nach rot. Die Obergrenze wird von der Basis des Wahnweger Grenzkonglomerats gebildet. Die wichtigsten Leitbänke innerhalb der Wahnwegen-Formation sind:
- Grenzkonglomerat
- Nerzweiler-Bank
- Rammelsbach-Kohlenflöz
- Wetschert-Tuff
- Aschbach-Bank

Innerhalb der Wahnwegen-Formation liegt vermutlich die chronostratigraphische Grenze Karbon/Perm.

## Ablagerungsraum und Fossilien
Der untere Teil wurde in einem verzweigten Fluss, die höheren Teile in weiten Flussebenen und in Seen abgelagert. Die Kalksteinkonkretionen werden als Caliche interpretiert. In den Konglomeraten wurden verkieselte Stammbruchstücke von Cordaiten gefunden. In den grauen Abschnitten wurden Farne, Schachtelhalme und Walchien-Reste gefunden. An tierischen Fossilien kommen Muscheln, selten Süßwasserschnecken, Muschelkrebse, Gliedertiere sowie viele Fischreste (xenacanthide und hybonodontide Haie, Knochenfische, Acanthodier und Quastenflosser) vor. Lokal wurden auch Amphibien-Fährten gefunden.